# Падина (Варненська область)
Па́дина (болг. Падина) — село у Варненській області Болгарії. Входить до складу общини Девня.

## Населення
За даними перепису населення 2011 року у селі проживали 310 осіб.
Національний склад населення села:
| Національність   | Кількість осіб | Відсоток |
| ---------------- | -------------- | -------- |
| болгари          | 266            | 88,7%    |
| турки            | 30             | 10,0%    |
| інша             | 0              | 0%       |
| Всього відповіли | 300            |          |

Розподіл населення за віком у 2011 році:
Динаміка населення: